# Павлов, Иван Николаевич
Ива́н Никола́евич Па́влов (5 [17] марта 1872, Каширский уезд, Тульская губерния, Российская империя — 30 августа 1951[…], Москва, РСФСР, СССР) — русский и советский гравёр, один из основных московских графиков последних дореволюционных и первых советских десятилетий, ученик Василия Матэ и последователь передвижников, педагог и писатель; мастер ксилографии и линогравюры, пейзажист и портретист, также работал в области репродукционного эстампа и экслибриса. Участник Московского товарищества художников (с 1912) и Ассоциации художников революционной России (в 1925–1932). Один из первых действительных членов Академии художеств СССР (с 1947). Народный художник РСФСР, лауреат Сталинской премии второй степени (оба — 1943).

## Биография
Родился 5 (17) марта 1872 года в деревне Поповка (ныне Каширский район, Московская область) в семье кантониста, работавшего тюремным фельдшером, а с 1877 года — сторожем храма Христа Спасителя в течение 15 лет.
Учился в Центральном училище технического рисования Штиглица и в Рисовальной школе Общества поощрения художеств, мастерской В. В. Матэ (1891—1892) в Петербурге.
Преподавал в Строгановском художественно-промышленном училище (1907—1914), Художественной школе при типолитографии товарищества И. Д. Сытина (с 1915), Свободных художественных мастерских — Вхутемасе (1917—1922) — в Москве. Ученики: В. И. Соколов, М. В. Маторин, О. П. Таёжная-Чешуина.
Член АХРР с 1925 года. Действительный член АХ СССР с 1947 года.

Могила И. Н. Павлова на Новодевичьем кладбище в Москве

Умер 30 августа 1951 года в Москве; похоронен на Новодевичьем кладбище (уч. 4).

## Творчество
Вначале создавал репродукционные ксилографии для журналов («Запорожец», с этюда И. Е. Репина, 1895), с конца 1900-х гг. — преимущественно оригинальные станковые цветные ксилографии и линогравюры.
Работал в технике тоновой гравюры, одним из первых утвердил новый вид гравюры, в котором мастер-гравёр является самостоятельным художником.
В первой четверти XX века сделал серию альбомов оригинальных гравюр: «Уходящая Русь», «Уходящая Москва», «Старая провинция», «Останкино», «Пейзажи в цветных гравюрах на дереве».
После 1917 года создал в технике эстампа серию индустриальных пейзажей: «Волга у Ярославля», «Нефтевозы на Волге»,
«Элеватор на Каме».
Создал более 75 экслибрисов, из них шесть до 1917 года.

### Некоторые художественные работы

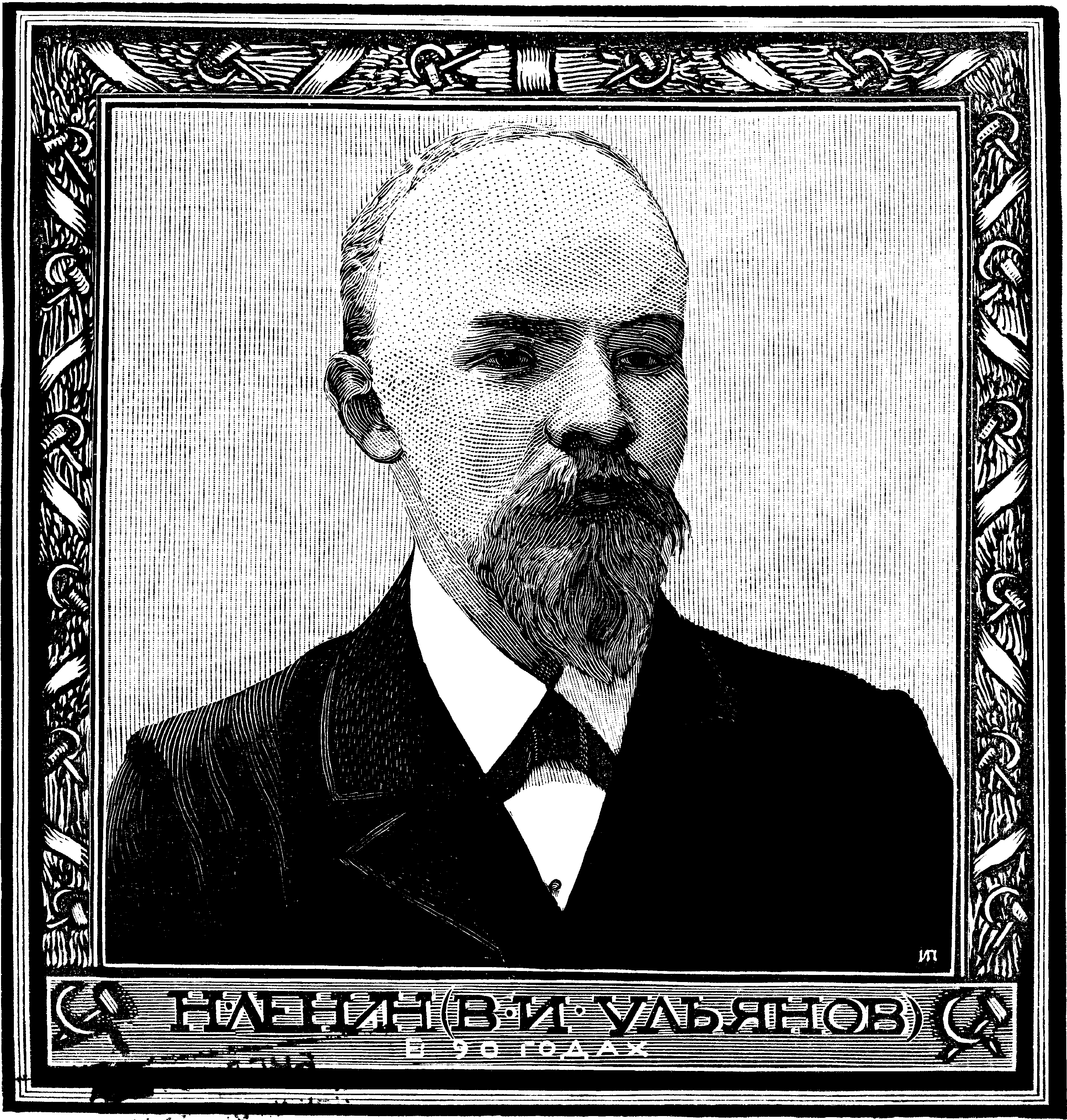
Гравюра И. Н. Павлова
«Н. Ленин (В. И. Ульянов) в 90-х годах»

- Гравюра «Запорожец», с этюда И. Е. Репина (1895)
- Альбом гравюр «Уходящая Русь»
- Альбом гравюр «Уходящая Москва»
- Альбом гравюр «Старая провинция»
- Альбом гравюр «Останкино» (1909)
- Альбом гравюр «Пейзажи в цветных гравюрах на дереве»
- Гравюра «Элеватор на Каме» (1925)
- Серия «Старая Москва» (1944—1947)

## Награды и премии
- народный художник РСФСР (1943)
- Сталинская премия второй степени (1943) — за многолетние выдающиеся достижения в области искусства[4]
- орден Трудового Красного Знамени (1943)
- медали.

## Публикации
- Гравюры И. Н. Павлова (1886—1921). — Москва: Государственное издательство, 1922. — 107 с. с ил.; 33 л. ил. /Кабинет гравюр Государственного Румянцевского музея/.
- Павлов И. Н. Московские дворики. Гравюры. Вступительная статья В. Я. Адарюкова. — Москва: «Новая Москва», 1925.
- Павлов И. Н. Гравер-самоучка. Краткое наглядное руководство по изучению техники гравюры на дереве, линолеуме и обрезной гравюры. — М.-Л.: ГИЗ изобразительных искусств, 1931. — 112 с., 8 л. ил.
- Павлов И. Н. Жизнь русского гравёра. — М.—Л.: Искусство, 1940. — 296 с. — 3000 экз.
- Павлов И. Н., Маторин М. В. Техника гравирования на дереве и линолеуме. — Изд. 2-е. — М.: Искусство, 1952. — 100 с. (1-е изд. — 1938)
- Павлов И. Н. Жизнь русского гравёра / Ред. и вступ. статья М. П. Сокольникова. — Изд. 3-е. — М.: Изд-во Академии художеств СССР, 1963. — 304, [40] с.